# Baljev Dol
Baljev Dol (cirill betűkkel Баљев Дол, bolgárul Болев дол (Bolev dol) egy falu Szerbiában, a Piroti körzetben, a Dimitrovgradi községben.

## Népesség
- 1948-ban 251 lakosa volt.
- 1953-ban 246 lakosa volt.
- 1961-ben 184 lakosa volt.
- 1971-ben 131 lakosa volt.
- 1981-ben 66 lakosa volt.
- 1991-ben 29 lakosa volt.
- 2002-ben 8 lakosa volt, akik mindannyian bolgárok.